# Сент-Джейкоб (Іллінойс)
Сент-Джейкоб (англ. St. Jacob) — селище (англ. village) в США, в окрузі Медісон штату Іллінойс. Населення — 1358 осіб (2020).

## Географія
Сент-Джейкоб розташований за координатами 38°43′8″ пн. ш. 89°46′5″ зх. д. / 38.71889° пн. ш. 89.76806° зх. д. (38.718935, -89.768058).  За даними Бюро перепису населення США в 2010 році селище мало площу 1,99 км², з яких 1,98 км² — суходіл та 0,02 км² — водойми.

## Демографія
Згідно з переписом 2010 року, у селищі мешкало 1098 осіб у 415 домогосподарствах у складі 315 родин. Густота населення становила 551 особа/км².  Було 442 помешкання (222/км²).
Расовий склад населення:
| - 98,2 % — білих - 0,7 % — чорних або афроамериканців - 0,3 % — корінних американців |

До двох чи більше рас належало 0,6 %. Частка іспаномовних становила 3,1 % від усіх жителів.
За віковим діапазоном населення розподілялося таким чином: 25,9 % — особи молодші 18 років, 62,7 % — особи у віці 18—64 років, 11,4 % — особи у віці 65 років та старші. Медіана віку мешканця становила 35,5 року. На 100 осіб жіночої статі у селищі припадало 96,1 чоловіків;  на 100 жінок у віці від 18 років та старших — 99,0 чоловіків також старших 18 років.
Середній дохід на одне домашнє господарство  становив 80 882 долари США (медіана — 80 750), а середній дохід на одну сім'ю — 84 790 доларів (медіана — 87 594). За межею бідності перебувало 4,2 % осіб, у тому числі 2,8 % дітей у віці до 18 років та 2,2 % осіб у віці 65 років та старших.
Цивільне працевлаштоване населення становило 601 осіб. Основні галузі зайнятості: освіта, охорона здоров'я та соціальна допомога — 32,6 %, транспорт — 12,1 %, виробництво — 11,1 %.